# Años difíciles
Años difíciles (título original en italiano: Anni difficili) es una película dramática italiana dirigida en 1948 por Luigi Zampa y protagonizada por Umberto Spadaro. Adapta la novela Il vecchio con gli stivali (El viejo con las botas, 1946), del autor siciliano Vitaliano Brancati.

## Argumento
En 1935, durante el auge político de Mussolini, Aldo Piscitello (Umberto Spadaro), un empleado municipal ejemplar en la ciudad de Módica, Sicilia es obligado por el alcalde (Enzo Biliotti) a unirse al Partido Fascista, a riesgo de perder su empleo si no accede. Su esposa Rosina (Ave Ninchi) y su hija (Delia Scala) apoyan su acto. A pesar de ello, mantiene contacto con sus amigos antifascistas que se reúnen en la tienda del farmacéutico local (Aldo Silvani).
El hijo de Piscitello, Giovanni (Massimo Girotti), regresa del servicio militar y espera llevar una vida normal. Se casa con la hija del farmacéutico, María (Milly Vitale) pero, como Italia se alía con Alemania en la guerra, debe reincorporarse al ejército, muriendo por la traición de unos soldados alemanes. En 1943 los aliados desembarcan en Sicilia. Piscitello y su familia abandonan su casa para refugiarse en el campo, pero Aldo es depurado por el mismo alcalde que le obligó a abrazar el fascismo, que ahora se declara antifascista.

## Reparto
- Umberto Spadaro como Aldo Piscitello.
- Massimo Girotti como Giovanni.
- Ave Ninchi como Rosina.
- Delia Scala como Elena (como Odette Bedogni).
- Ernesto Almirante como Abuelo.
- Milly Vitale como María.
- Enzo Biliotti como el barón.
- Carlo Sposito como Riccardo (como Carletto Sposito).
- Loris Gizzi como Ministro fascista.
- Aldo Silvani como el farmacéutico.

## Recepción
La película desató una violenta campaña de prensa entre periódicos de izquierda y derecha. En el Parlamento italiano, los diputados exigieron que la película fuera secuestrada por considerar que atentaba contra el honor nacional. 
Para el crítico de cine francés Jean Antoine Gili, Años difíciles «enfrentaba los problemas del pasado reciente de Italia» , lo que explicaba el «revuelo causado».

## Versión en inglés
En 1949, Lopert Productions contrató al dramaturgo Arthur Miller para adaptar una versión en inglés de la película, de la que habían obtenido los derechos. Con doblaje y narración (a cargo del actor estadounidense John Garfield), la película se estrenó en Estados Unidos en 1950.